# Pternistis afer

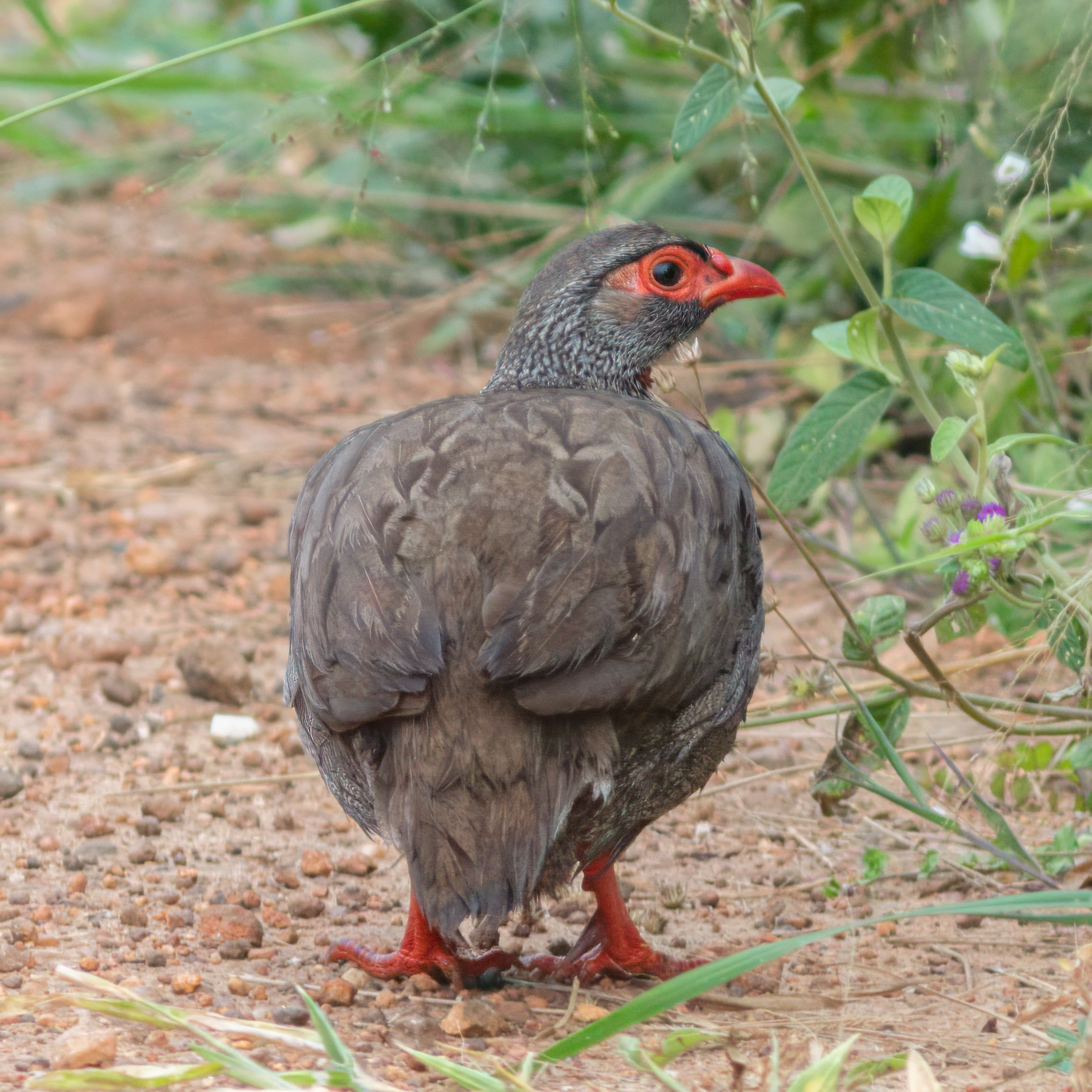
Ejemplar en el parque nacional del Lago Mburo, Uganda.

El francolín gorgirrojo, también francolín de garganta roja, francolín de cara roja o francolín gorjirrojo (Pternistis afer) es una especie de ave galliforme de la familia Phasianidae propia de África.

## Descripción
Mide entre 25 a 38 cm de largo, con importantes diferencias de tamaño entre las siete subespecies que existen. Por lo general su plumaje es oscuro, marrón en el dorso y sus partes inferiores son grises o blancuzcas con líneas negras. Su pico, piel expuesta en la cara, garganta y patas son de color rojo brillante.

## Distribución
El francolín gorgirrojo se reproduce en una franja central que atraviesa África y por la costa este hasta Tanzania.

## Comportamiento
El francolín gorgirrojo es una especie cautelosa, prefiere permanecer a cubierto, aunque a veces se alimenta en el terreno abierto o tierras de cultivo si no se ve molestado y hay arbustos en las cercanías. Su nido es una pequeña depresión en el terreno, la puesta consiste de 3 a 9 huevos.
Es común en todas las zonas donde habita, su estatus es de preocupación menor en la lista de IUCN Red List de Especies Amenazadas.